# Lycosa spiniformis
Lycosa spiniformis är en spindelart som beskrevs av Franganillo 1926. Lycosa spiniformis ingår i släktet Lycosa och familjen vargspindlar.
Artens utbredningsområde är Spanien. Inga underarter finns listade i Catalogue of Life.